# Filemon Vela junior

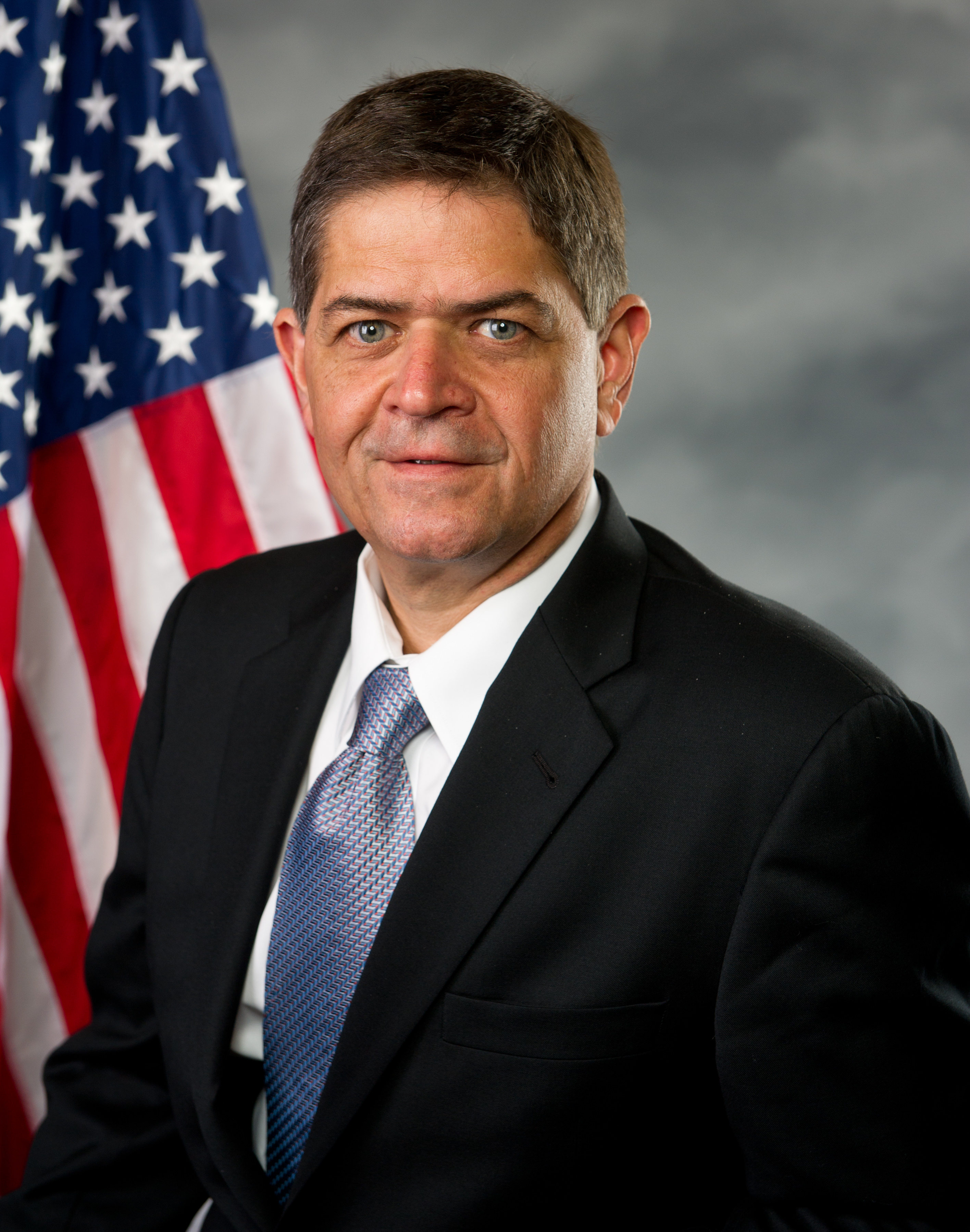
Filemon Vela (2013)

Filemón Bartolome Vela Jr. (* 13. Februar 1963 in Harlingen, Texas) ist ein US-amerikanischer Politiker. 2013–2023 vertrat er den 34. Distrikt des Bundesstaats Texas im US-Repräsentantenhaus.

## Werdegang
Filemon Vela besuchte die St. Joseph’s Academy in Brownsville und studierte danach an der Georgetown University in Washington, D.C. Nach einem anschließenden Jurastudium an der University of Texas in Austin und seiner 1987 erfolgten Zulassung als Rechtsanwalt, begann er in diesem Beruf zu arbeiten. Außerdem schlug er als Mitglied der Demokratischen Partei eine politische Laufbahn ein.
Bei den Kongresswahlen des Jahres 2012 wurde Vela im neu eingerichteten 34. Wahlbezirk von Texas in das US-Repräsentantenhaus in Washington gewählt, wo er am 3. Januar 2013 sein neues Mandat antrat. Bei der Wahl erreichte er 62 Prozent der Wählerstimmen. Auf seine Gegenkandidatin Jessica Bradshaw entfielen 36 Prozent. Bei den folgenden vier Wahlen wurde er wiedergewählt. Er trat im März 2022 zurück um bei einer Anwaltskanzlei zu arbeiten. Die folgenden Nachwahl für den Rest von Filamon Velas Amtszeit im 117. Kongress gewann im Juni 2022 die Republikanerin Mayra Flores.

## Nachweise
1. ↑  Rep. Filemón Bartolomé Vela Jr. In: Biography from LegiStorm. Abgerufen am 14. November 2021 (englisch).
2. ↑  Abby Livingston: U.S. Rep. Filemon Vela steps down, setting up a heated battle for his South Texas district. 31. März 2022, abgerufen am 17. April 2022 (englisch).
3. ↑  Patrick Svitek: Republicans flip U.S. House seat in South Texas, historically a Democratic stronghold, The Texas Tribune vom 14. Juni 2022